# Тейкопланін
Тейкоплані́н — природний антибіотик з групи глікопептидних антибіотиків для парентерального застосування. Вироблення препарату передбачає використання продуктів життєдіяльності Actinoplanes teichomyceticus. Тейкопланін був уперше синтезований в Італії у 80-х роках ХХ століття.

## Фармакологічні властивості
Тейкопланін — природний антибіотик з групи глікопептидних антибіотиків широкого спектра дії. Препарат має бактерицидну дію, що зумовлена порушенням синтезу клітинної стінки бактерій, а також дією на цитоплазматичну мембрану і попередженням утворення сферопластів. До препарату чутливі грампозитивні аеробні та анаеробні мікроорганізми: стафілококи (в тому числі метициллінорезистентні), стрептококи (у тому числі пневмококи), лістерії, Enterococcus spp., Bacillus spp., Rhodococcus spp., Eubacterium spp., Corynebacterium spp., клостридії, пептостептококи, пропіонобактерії. До тейкопланіну нечутливі Nocardia spp., Actinomyces spp., Erysipelothrix spp., Lactobacillus spp., грамнегативні бактерії, хламідії, рикетсії, мікоплазми, грибки, спірохети.

### Фармакокінетика
Після парентерального введення тейкопланін швидко розподіляється в організмі, біодоступність після внутрішньом'язового введення становить 94 %. Після внутрішньовенного введення характерний двохфазовий розподіл концентрації в сироватці крові — спочатку фаза швидкого розподілу тривалістю 30 хвилин, пізніше фаза повільного розподілу тривалістю 3 години. Препарат добре зв'язується з білками плазми крові. Тейкопланін створює високі концентрації в шкірі, кістковій тканині, нирках, надниркових залозах, трахеї, легенях. Препарат поглинається лейкоцитами і збільшує їх антибактеріальні властивості. Тейкопланін не проникає в еритроцити, жирову тканину. Тейкопланін не проникає через гематоенцефалічний бар'єр. Препарат проходить через плацентарний бар'єр та виділяється в грудне молоко. Тейкопланін не метаболізується в організмі, виділяється з організму в незміненому вигляді нирками. Період напіввиведення антибіотику становить 70-100 годин, при порушенні функції нирок цей час може зростати.

## Показання до застосування
Тейкопланін застосовують при тяжких інфекціях, які спричинюють грампозитивні бактерії (включаючи штами, резистентні до метициліну та цефалоспоринів), а також у хворих з підвищеною чутливістю до β-лактамних антибіотиків: інфекціях шкіри та м'яких тканин; інфекціях сечовидільних шляхів; інфекціях нижніх дихальних шляхів та ЛОР-органів; інфекціях кісток і суглобів (у тому числі інфекціях, пов'язаних із протезуванням суглобів); септицемії та сепсисі, бактеріальному ендокардиті; псевдомембранозному коліті; для профілактики інфекційних ускладнень при хірургічних та стоматологічних втручаннях; при перитоніті, що пов'язаний з постійним перитонеальним діалізом; при гарячці у хворих з нейтропенією. Доведена клінічна ефективність використання тейкопланіну в дітей, починаючи із раннього віку.

## Побічна дія
Загальна частота побічних ефектів при застосуванні тейкопланіну значно нижча, ніж у подібних по хімічній структурі антибіотиків (ванкоміцин) і може коливатися від 10 % до 17,2 % При застосуванні тейкопланіну можливі наступні побічні ефекти:
- Алергічні реакції — рідко (0,01—0,1 %) висипання на шкірі, свербіж шкіри, кропив'янка, гарячка; дуже рідко (менше 0,01 %) бронхоспазм, набряк Квінке, синдром Стівенса-Джонсона, синдром Лаєлла, анафілактичний шок. При швидкому внутрішньовенному введенні препарату вкрай рідко[3] випадки так званого Синдрому червоної людини, що спричинює швидке вивільнення гістаміну з базофілів, та проявляється гіперемією верхньої половини тулуба, тахікардією, гіпотензією, болем за грудниною, припливами до верхньої половини тулуба і обличчя.
- З боку травної системи — дуже рідко (менше 0,01 %) нудота, блювання, діарея, кандидоз ротової порожнини. За оцінками рандомізованих досліджень, загальна частота ускладнень з боку травної системи при застосуванні препарату складає 1,9 %.[5]
- З боку нервової системи — можуть спостерігатися головний біль, запаморочення, втрата слуху, судоми, порушення вестибулярного апарату. За оцінками рандомізованих досліджень, частота побічних ефектів з боку нервової системи при застосуванні тейкопланіну складає 4 %.[5]
- З боку сечовидільної системи — можуть спостерігатися порушення функції нирок, ниркова недостатність. Частота нефротоксичності під час контрольованих досліджень при застосуванні препарату складала 0,6 %.[3]
- Зміни в лабораторних аналізах — нечасто (до 1 %) підвищення рівня креатиніну і сечовини в крові; рідко (0,01—0,1 %) еозинофілія, лейкопенія, тромбоцитопенія, нейтропенія, агранулоцитоз, підвищення активності амінотрансфераз і лужної фосфатази в крові.
- Місцеві реакції — нечасто (0,1—1 %) біль і гіперемія у місці введення; дуже рідко (менше 0,01 %) абсцес у місці внутрішньом'язового введення, флебіт при внутрішньовенному введенні.

## Протипоказання
Тейкопланін протипоказаний при підвищеній чутливості до глікопептидних антибіотиків та новонародженим дітям. З обережністю рекомендується застосовувати під час вагітності. Під час лікування тейкопланіном рекомендовано припинити годування грудьми.

## Форми випуску
Тейкопланін випускається у вигляді порошку в флаконах для ін'єкцій по 0,2 і 0,4 г.